# Pentti Lammio
Pentti Lammio   (Tampere, 24 d'octubre de 1919 - Lempäälä, 25 de juliol de 1999) fou un patinador de velocitat sobre gel finlandès que va competir entre finals de la dècada de 1930 i començaments de la de 1950.
El 1948 va prendre part en els Jocs Olímpics d'Hivern de Sankt Moritz, on va disputar tres proves del programa de patinatge de velocitat. Guanyà la medalla de bronze en la prova dels 10.000 metres, rere Åke Seyffarth i Lassi Parkkinen. En els 5.000 metres fou vuitè i en els 1.500 metres vint-i-unè. Quatre anys més tard, als Jocs d'Oslo, va disputar dues proves del programa de patinatge de velocitat. Fou quart en els 10.000 metres i setè en els 5.000 metres.
En el seu palmarès també destaquen tres campionats nacionals. Una vegada retirat va exercir d'entrenador i jutge de patinatge de velocitat.